# Městská heraldika

Znak hlavního města Prahy

Městská heraldika, která se věnuje znakům a pečetím měst a městeček, je součástí pomocné vědy historické heraldiky.

## Polepšování znaků
Znaky většiny měst prošly složitým vývojem a jen málo jich zůstalo stejných. Polepšení bylo udíleno většinou panovníkem např. za věrnost nebo vojenskou pomoc. Skládalo se převážně z přidání figur nebo polí do znaku, změna tinktur (převážně se měnila stříbrná na zlatou) nebo přidáním honosných kusů (koruny, řády apod.).
Na rozdíl od rodové heraldiky není tak složitá a neobsahuje tolik polí a figur ve znaku. Přesto většina městských znaků, které jsou jedním z reprezentačních symbolů města, byla někdy polepšena nebo bylo přidáno nějaké pole (například s královským polem). Jen málo znaků měst zůstalo bez polepšení. Zpravidla se jedná o zobrazení předmětu, nějakého výjevu či kombinaci několika menších dílů, a to v jednoduchém grafickém zpracování. Tvar znaku je odvozen od tvaru erbů šlechtických rodů. Erby bývalých pánů jsou také mnohdy v městských znacích zakotveny.

### České země
V české heraldice bylo polepšování městských znaků běžnou praxí. Některá města měla znak polepšený dokonce několikrát, jako třeba Plzeň, kdy byl polepšen císařem Zikmundem v roce 1433 za obranu města proti husitům o zlatého velblouda na zeleném poli, papežem Pavlem II. v roce 1466 za opozici proti králi Jiřímu z Poděbrad o papežské klíče a rytíře s polovinou říšského orla a papežem Řehořem VIII. v roce 1578 o střední štítek se starou plzeňskou pečetí, štítonoše anděla, kříž s heslem a za štít dvě přilby.

### Anglie
Je zvláštní, že v Anglii, kde panovníci běžně polepšovali erby šlechtickým rodinám, se skoro vůbec znaky měst nepolepšovaly. Až v roce 1959 dostalo město Coventry jako polepšení štítonoše fénixe, který povstává z plamenů, jako narážku na obnovu města po 2. světové válce.

### Svatá říše římská
Na rozdíl od Anglie bylo v Svaté říši římské polepšování městských znaků běžnou praxí již od středověku, kdy papežové římští králové nebo císaři polepšovali znaky věrným městům.

### Rusko
V Rusku se polepšení znaků většinou sestávalo z iniciál cara, které byly umístěny na středním štítku nebo také na praporu. V znacích měst se také používaly dekorace řádů.